# Barriga de Aluguel (telenovela)
Barriga de Aluguel é uma telenovela brasileira produzida e exibida pela TV Globo de 20 de agosto de 1990 a 31 de maio de 1991, em 243 capítulos. Substituiu Gente Fina e foi substituída por Salomé, sendo a 40ª "novela das seis" exibida pela emissora.
Escrita por Gloria Perez, com a colaboração de Leila Míccolis, teve a direção de Wolf Maya, Ignácio Coqueiro e Sílvio de Francisco. A direção geral e de núcleo foram de Wolf Maya.
Contou com as atuações de Cláudia Abreu, Cássia Kis, Victor Fasano, Humberto Martins, Jairo Mattos, Adriano Reys, Mário Lago e Beatriz Segall.  em uma trama com a barriga-de-aluguel como o tema principal, que é uma expressão popular para a maternidade de substituição.

## Enredo
O casal Ana e Zeca deseja muito ter um filho. Depois de várias tentativas frustradas de engravidar, Ana recebe do Dr. Álvaro Barone, um renomado médico, uma triste notícia: ela não pode ter filhos. Dr. Barone, então, diz ao casal que há uma maneira de realizar esse sonho: contratar uma barriga de aluguel.
Clara é uma moça  pobre, moradora de uma favela em Inhaúma, bairro do subúrbio da cidade do Rio de Janeiro, e que para ajudar no sustento da casa, trabalha de dia como balconista em uma padaria, e de noite como dançarina de um café, em Copacabana, na zona sul da cidade, e vê uma grande chance de melhorar de vida alugando seu útero para Ana e Zeca.
Em troca de 20 mil dólares, Clara aceita emprestar o seu útero para a experiência. Ela é levada pelo casal a um laboratório, onde faz uma inseminação artificial. A tentativa dá certo de primeira, o que é uma alegria sem fim ao casal, mas motivo de medo para Clara. A garota assina um contrato, onde deixa claro que deverá entregar a criança aos pais biológicos ainda na maternidade. Só que, durante a gestação, Clara é tomada pelo sentimento da maternidade, se arrependendo de ter participado da trama, porque reluta em se apegar a um bebê que não é seu, mas já ama profundamente a criança que espera, como se fosse realmente sua. Após um complicado parto normal que a deixa estéril, Clara se recusa a entregar a criança, fugindo com o bebê. Ela sabe que não poderá mais ter filhos e a única criança gerada por ela, por mais que não tenha seu sangue, tem seu amor maternal, que é mais forte que tudo. Como assinou um contrato, Clara se torna foragida da polícia por sequestro. Ana e Zeca fazem de tudo para encontrá-la. Encontrada, Clara é presa, mas com ajuda de amigos e familiares, consegue um advogado. Ela processa os pais da criança por não terem lhe pagado o dinheiro prometido, e tem início, então, uma batalha na justiça pela guarda do menino. Clara entra com o pedido de guarda, e Ana afirma que é a mãe, argumentando, em seu favor, a herança genética, uma vez que o óvulo era seu e o espermatozoide era de seu marido, e que Clara apenas emprestou a barriga. Já Clara diz que ela é a mãe do bebê, pois ele foi gerado em sua barriga e foi ela quem deu à luz, além de amá-lo profundamente. Há uma grande reviravolta, quando Zeca, pai biológico do bebê, se apaixona por Clara, o que abala profundamente seu casamento com Ana, que lutará para ter seu marido de volta e seu filho ao seu lado.

## Elenco
| Intérprete         | Personagem                          |
| ------------------ | ----------------------------------- |
| Cláudia Abreu      | Clara Ribeiro                       |
| Cássia Kis         | Ana Lúcia Paranhos de Alencar       |
| Victor Fasano      | José Carlos de Alencar (Zeca)       |
| Humberto Martins   | João dos Santos                     |
| Jairo Mattos       | Tadeu Junqueira Lima                |
| Mário Lago         | Dr. Molina                          |
| Beatriz Segall     | Miss Penélope Brown                 |
| Adriano Reys       | Dr. Álvaro Baronni                  |
| Renée de Vielmond  | Aída Baronni                        |
| Leonardo Villar    | Ezequiel Ribeiro                    |
| Nicole Puzzi       | Luísa Coller                        |
| Lady Francisco     | Yara                                |
| Denise Fraga       | Rita Garcez (Ritinha)               |
| Lúcia Alves        | Moema Paranhos                      |
| Wolf Maya          | Paulo César                         |
| Tereza Seiblitz    | Laura Maria Baronni                 |
| Eri Johnson        | Lulu                                |
| Anilza Leoni       | Edith                               |
| Regina Restelli    | Rosa Aimeé                          |
| Sura Berditchevsky | Raquel Ribeiro                      |
| Sônia Guedes       | Ambrosina dos Santos                |
| Vera Holtz         | Dos Anjos                           |
| Tácito Rocha       | Seu Garcez                          |
| Vítor Branco       | Jonas                               |
| Paulo César Grande | Eduardo (Dudu)                      |
| Carla Daniel       | Cissa                               |
| Francisco Milani   | Chiquinho (Salgado/Ramon/Dartagnan) |
| Daniella Perez     | Clotilde (Clô)                      |
| Mariane Ebert      | Drica                               |
| Vanessa Barum      | Josilena (Leninha)                  |
| Marcelo Saback     | Duarte                              |
| Emiliano Queiroz   | Dr. Barroso                         |
| Carlos Kroeber     | Ramiro de Alencar                   |
| Ilka Soares        | Milena de Alencar (Mimi)            |
| Pedro Bellini      | Jeremias Ribeiro                    |
| Vânia de Brito     | Dina                                |
| Mary Daniel        | Vovó Lola Paranhos                  |
| Renato Rabello     | Pitty Paranhos                      |
| Cynthia Maranhão   | Mariana Paranhos                    |
| Paulo Leite        | Fernando                            |
| Jonas Mello        | Delegado José de Oliveira           |
| Duda Ribeiro       | Ricky                               |
| Alessandra Aguiar  | Tita                                |
| Caio Junqueira     | Tatau Paranhos                      |
| Paula Burlamaqui   | Paula (Paulinha)                    |
| Ricardo Câmara     | Sérgio (Serginho)                   |
| Chico Tenreiro     | Antônio                             |
| Rosimar de Mello   | Teresinha                           |
| Darcy de Souza     | Leonora                             |
| Tetê Vasconcellos  | Cacá                                |

### Elenco de apoio
| Intérprete       | Personagem           |
| ---------------- | -------------------- |
| Antônio Viana    | Bené                 |
| Bruno Gagliasso  | Filho de Dr. Barroso |
| Cacá Silva       | Tomás                |
| Vanda Alves      | Mariblack            |
| Dayse Tenório    | Regina               |
| Ivan Mesquita    | Oficial de justiça   |
| Ivon Cury        | Promotor             |
| Júlia Miranda    | Audenora             |
| Kristhel Byanco  | Daisy                |
| Leonardo Serrano | Marcelinho           |
| Moacyr Deriquém  | Juiz                 |
| Nelson Dantas    | Psicanalista         |
| Neuza Amaral     | Juíza                |
| Newton Martins   | Delegado             |
| Paulo Villaça    | Desembargador        |
| Vera Paxie       | Maria Alice          |
| Patricia Mattos  | Jussara              |

## Produção
A premissa dessa novela surgiu em 1985, quando a Glória Perez leu um artigo científico sobre a possibilidade de uma mulher gerar um filho no útero de outra. Na época, o assunto sobre barriga de aluguel ainda era um tabu no Brasil. A expectativa era que se caso a trama fosse aprovada, seria a substituta de Roque Santeiro no horário das 20h, devido a seu tema polêmico. A principio, a Globo achou a história "maluca" e não a aprovou, e em seu lugar entrou Selva de Pedra.
Em 1989, com o termo "barriga de aluguel" bem mais popularizado, a história foi aprovada e novamente cotada para ir ao ar às 20h, sucedendo O Salvador da Pátria. Mas em vez disso, Boni, o vice-presidente das Organizações Globo, suspendeu a produção da novela, alegando que queria "acabar com os excessos dramáticos no horário". Em seu lugar, foi exibida a novela Tieta, que, mesmo assim, se consagrou como um dramalhão, que remetia ao sucesso de Roque Santeiro. As "novelas das oito" apresentam tradicionalmente temas polêmicos mais realistas. Depois da decisão de Boni, Barriga de Aluguel foi transferida para o ano seguinte, no horário das 18h, com direção de Wolf Maya.
Foi a última novela de Ivon Curi e Paulo Villaça, Darcy de Souza e teve o título provisório de Novos Tempos.
Inicialmente planejada para 189 capítulos, a novela foi esticada em 54 capítulos devido ao grande sucesso. Foram 245 capítulos previstos e 243 exibidos. O capítulo 54, que seria apresentado em 20 de outubro de 1990 (sábado), não foi apresentado em função da prorrogação do jogo Brasil contra Suécia, válido pelo Mundial de Vôlei Masculino. O capítulo 62 que seria veiculado em 31 de outubro de 1990 (quarta-feira) não foi exibido em função do amistoso de futebol comemorativo dos 50 anos de Pelé entre Brasil vs. Resto do Mundo.
No dia 22 de junho de 2022, o motorista de aplicativo Bruno Moreira - então com 31 anos -, que atuava como o bebê dessa novela, foi morto com um tiro na cabeça em Marechal Hermes, na Zona Norte do Rio de Janeiro. O crime foi cometido por dois criminosos em uma moto de falsa entrega.

## Exibição
Foi reexibida pelo Vale a Pena Ver de Novo de 5 de julho a 5 de novembro de 1993, em 90 capítulos, substituindo Sinhá Moça e sendo substituída por Direito de Amar.
Foi reexibida na íntegra pelo Viva de 1 de dezembro de 2011 a 6 de novembro de 2012, em 243 capítulos, substituindo O Rei do Gado e sendo substituída por Renascer, às 16h30.
Reexibida também, compactada em dez capítulos, no quadro Novelão, do Vídeo Show, de 22 de agosto a 2 de setembro de 2016, substituindo Escrito nas Estrelas e sendo substituída por Alma Gêmea.

### Outras Mídias
Em 8 de maio de 2023, foi disponibilizada na íntegra pelo Globoplay, como parte do Projeto Resgate.

### Exibição internacional
A telenovela já foi exibida em mais de 30 países, entre eles Portugal, Alemanha, Estados Unidos, Itália e Turquia.

### Vinheta de abertura
| “ | Ao fundo dos letreiros da abertura, o corpo de uma grávida. Fotografada de cima para baixo, contra o escuro, ela vai abrindo as pernas, por trás de uma barriga enorme. Do espaço entre as pernas, irrompe um vigoroso foco de luz. Escravizada pelo verbal, a imagem é explícita: a moça está dando o espectador à luz. | ” |
|   | — Eugênio Bucci, do jornal Folha de S. Paulo, em uma crítica sobre o primeiro capítulo da novela. |   |

## Repercussão

### Audiência
O primeiro capítulo da trama registrou 32 pontos e seu último capítulo registrou 43 pontos de média. Teve uma média geral de 37 pontos.
Após o sucesso alcançado por Barriga de Aluguel, a autora Gloria Perez retornou ao horário nobre da Globo em 1992, com De Corpo e Alma.

## Música

### Nacional
Capa: Cássia Kis (Ana)
| N.º | Título                                         | Música                               | Tema                 | Duração |  |
| 1.  | "Aguenta Coração"                              | José Augusto                         | Abertura / Clara     | 4:54    |  |
| 2.  | "O Amor Não é Um Filme (Jezebel)"              | Dalto                                | Zeca                 | 4:23    |  |
| 3.  | "Nuvem de Lágrimas"                            | Fafá de Belém e Chitãozinho & Xororó | João                 | 4:14    |  |
| 4.  | "Vida Real (Dejame Ir)"                        | Djavan                               | Ana                  | 3:43    |  |
| 5.  | "Feira de Acari"                               | MC Batata                            | Locação: Inhaúma     | 4:29    |  |
| 6.  | "Machuca e Faz Feliz (Song For You Far Away)"  | Byafra                               | Dudu                 | 2:54    |  |
| 7.  | "Copacabana"                                   | A Caverna                            | Núcleo de Copacabana | 3:16    |  |
| 8.  | "Joguei Tudo Com Você"                         | Adriana                              | Raquel / Dos Anjos   | 3:30    |  |
| 9.  | "Eu Acredito"                                  | Gal Costa                            | Luísa                | 4:13    |  |
| 10. | "Sonho Encantado"                              | Yahoo                                | Ritinha              | 4:40    |  |
| 11. | "Sobre o Tempo"                                | Nenhum de Nós                        | Tadeu                | 4:35    |  |
| 12. | "Horas Perdidas (Three Coins In The Fountain)" | Rosemary                             | Miss Brown e Molina  | 3:02    |  |
| 13. | "Ssell"                                        | Julinho Teixeira                     | Aída                 | 3:21    |  |
| 14. | "Samba Point"                                  | A Caverna                            | Moema                | 3:30    |  |

### Internacional
Capa: Cláudia Abreu (Clara)
| N.º | Título                                | Música                  | Personagens              | Duração |  |
| 1.  | "Cinema"                              | Ice MC                  | Locação: Café Copacabana | 3:42    |  |
| 2.  | "I'll Never Fall In Love Again"       | Deacon Blue             | Clara / Zeca e Tadeu     | 2:42    |  |
| 3.  | "Get a Life"                          | Soul II Soul            | Locação: Café Copacabana | 3:40    |  |
| 4.  | "Love Don't Live Here Anymore"        | Double Trouble          | Locação: Rio de Janeiro  | 3:46    |  |
| 5.  | "Now That You're Gone"                | In-Dex                  |                          | 6:09    |  |
| 6.  | "Sweet Love"                          | Leo Robinson            | Dos Anjos                | 3:31    |  |
| 7.  | "Rock and Roll Is Back Again In Town" | Johnny Jo & The Rockers |                          | 2:22    |  |
| 8.  | "Heart Like a Wheel"                  | The Human League        | Locação: Café Copacabana | 3:59    |  |
| 9.  | "I Don't Know Anybody Else"           | Black Box               | Locação: Café Copacabana | 4:15    |  |
| 10. | "If Wishes Come True"                 | Sweet Sensation         | Raquel / Luísa           | 4:46    |  |
| 11. | "Sense Of Purpose"                    | Pretenders              | Locação: Inhaúma         | 3:02    |  |
| 12. | "Begin The Beguine"                   | Dionne Warwick          | Laura e Tadeu / Aída     | 5:12    |  |
| 13. | "Lonely Is The Night"                 | Air Supply              | Ana / Moema              | 3:27    |  |
| 14. | "My Brother, My Friend"               | Eddy Benedict           |                          | 3:19    |  |